# Шивручей
Шивручей, Суховская — ручей в России, протекает по территории Сумпосадского сельского поселения Беломорского района Республики Карелии. Длина ручья — 17 км, площадь водосборного бассейна — 55,2 км².
Ручей берёт начало из болота без названия и далее течёт преимущественно в северном направлении по заболоченной местности.
Ручей в общей сложности имеет шесть малых притоков суммарной длиной 16 км.
Устье реки находится на Поморском берегу Онежской губы Белого моря.
В нижнем течении Ладручей пересекает дорогу местного значения 86К-20 («Беломорск — Сумпосад — Вирандозеро — Нюхча»), а также параллельно ей идущую железную дорогу Беломорск — Обозерская.
Населённые пункты на ручье отсутствуют.
Код объекта в государственном водном реестре — 02020001412102000006962.

## Фотографии
|  |  |